# Syrenie Stawy
Syrenie Stawy – zespół jezior położonych w Dolinie Niemierzyńskiej, w przyrodniczo-krajobrazowym „Zespole Parków Kasprowicza-Arkoński” w Szczecinie. 
Znajduje się około 3 kilometrów od centrum miasta, obok alei parkowej (trasy spacerowo-rowerowej) będącej przedłużeniem ul. Jana Kochanowskiego w kierunku pobliskiego kąpieliska Arkonka, oznaczanej na mapach jako ul. Wincentego Pola lub Syrenie Stawy.
Stawy są zasilane wodami potoku Osówka.

## Historia
Pod koniec XVI wieku północno-zachodniej części Doliny Niemierzyńskiej istniała owczarnia „Eckerberg” (Schäferey Eckerberg), która została spalona w 1677 roku w czasie działań wojennych. Po odbudowie powstał folwark „Eckerberg” (Gut Eckerberg). W latach 1808–1813 (zob. wojny napoleońskie) znajdowały się tu wojskowe baraki francuskie. W XIX wieku teren rozparcelowano. Właścicielami części ziemi uprawnej wzdłuż potoku Osówka, bagnistych łąk i lasu została rodzina Kuglerów. Na terenie majątku „Eckerberg” (folwark Osowice) znajdował się młyn Steinfurth’a, gorzelnia, cegielnia i kopalnia torfu. W drugiej połowie XIX wieku powstał tu zakład wodoleczniczy (Viecksche Kaltwasserheilanstalt Eckerberg, zakład  hydroterapii zimną wodą, prowadzony przez Viecka). W latach 70. tegoż wieku został on zakupiony przez Johannesa Quistorpa.

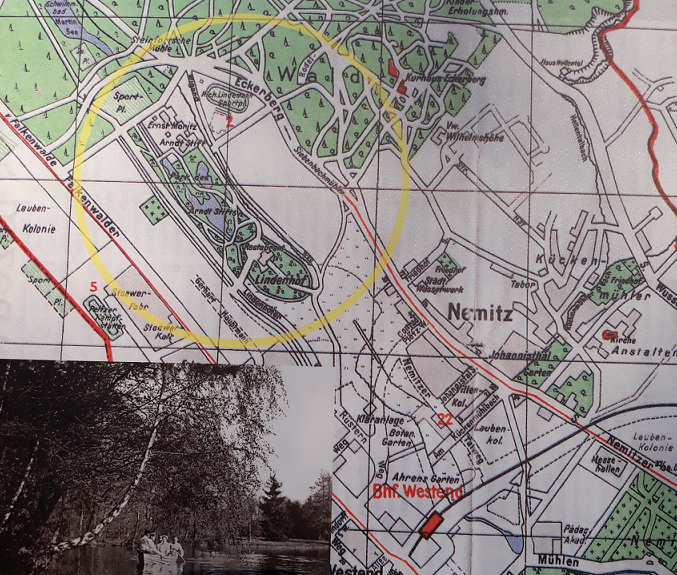
Fragment mapy Szczecina z 1931 rokuu3 (Dolina Niemierzyńska)

W 1890 roku zburzono budynki mieszkalne i gospodarcze folwarku. Dzięki dotacjom Quistorpa teren został zmeliorowany i zagospodarowany; utworzono nowe sanatorium fundacji im. Ernsta Moritza Arndta (Stiftung Ernst-Moritz-Arndt-Haus) dla osób nerwowo chorych, osób z zaburzeniami przemiany materii i uszkodzeniami rdzenia kręgowego oraz rekonwalescentów po ciężkich chorobach i operacjach. Przyjmowano pacjentów przybywających głównie z Berlina. Zakład otaczał Park Eckerberg (później Park des Arndt Stifts) z zabudową sanatoryjno-rekreacyjną. Personel medyczny (lekarze i pielęgniarki) mieszkał w bezpośrednim sąsiedztwie sanatorium.
Od ok. 1898 roku w pobliżu sanatorium znajdowała się również restauracja „Lindenhof” („Lipowy Dwór”) ze stolikami na wolnym powietrzu i salą koncertową, placem zabaw dla dzieci i mini-ogrodem zoologicznym. Była początkowo własnością Johannesa Quistorpa, a później jego syna Martina.
W 1908 roku tereny współczesnych „Syrenich Stawów” i ich otoczenie Martin Quistorp sprzedał miastu za cenę 3,5 mln ówczesnych marek. Równocześnie przekazał miastu nieodpłatnie „Park Quistorpa” (współczesny Park Kasprowicza). W 1927 roku przeprowadzono generalny remont budynków sanatorium.
Fundacja im. Ernsta Moritza Arndta istniała do 1945 roku.
Jedynym obiektem, który ocalał po II wojnie światowej, jest „Modrzewiowy Dwór” z kilkoma zabudowaniami gospodarczymi – dawne zabudowania personelu sanatorium, a później pracowników leśnych. Obiekt wpisano do rejestru zabytków (nr rej. 1006 z dnia 22 lutego 1983, położenie: 53.45947, 14.508326). Po innych zabudowaniach „Ernst Moritz Arndt Stift” i „Lindenhof” pozostały nieliczne fragmenty fundamentów i murów (trudno rozpoznawalne).

## Stan wód
Badania flory bakteryjnej w wodzie stawów i Osówki, wykonane w 2009 roku, wykazały wysoki stopień zanieczyszczenia, spowodowany odprowadzaniem doń ścieków komunalnych. Ponadto w latach 2009–2010 przeprowadzono badania osadów dennych zalegających stawy celem oceny ich zanieczyszczenia i sposobu zagospodarowania oraz wpływu osadów na jakość wód powierzchniowych (Operat s.c. Szczecin, XII 2009 – VI 2010)

## Zagospodarowanie terenu
W roku 2010 opracowano koncepcję zagospodarowania terenu z utworzeniem Ogrodu Botanicznego „Arboretum Syrenie Stawy”.
Program działań objął m.in. rekultywację stawów, prace hydrotechniczne, wycinkę części zadrzewienia, budowę nowych obiektów, m.in. obiektu dydaktycznego z oranżerią (na miejscu dawnego sanatorium). Przewidziano utworzenie m.in. kolekcji roślin siedlisk wilgotnych i wodnych, azylu dla ptaków „Ptasia wyspa”, platform widokowych i rekreacyjnych, ścieżek dydaktycznych, placów zabaw dla dzieci.
Projektantem „Arboretum Syrenie Stawy” jest Leszek Herman – architekt, pasjonat historii Szczecina i pisarz, m.in. autor książek „Sedinum. Wiadomość z podziemi” (zob. wydarzenia literackie 2015 roku) i Latarnia umarłych (2018).
Część pierwotnego projektu zagospodarowania terenu i obiektów małej architektury zrealizowano w lipcu 2018 roku jako Centrum ochrony bioróżnorodności „Syrenie Stawy” w Parku Leśnym „Las Arkoński”, (koszt 4 mln zł, fundusze unijne). Autorem tego projektu jest mgr inż. arch. Sławomir Adrabiński, a wykonawcą prac – kierowany przez niego zespół (Grupa MGM Szczecin).

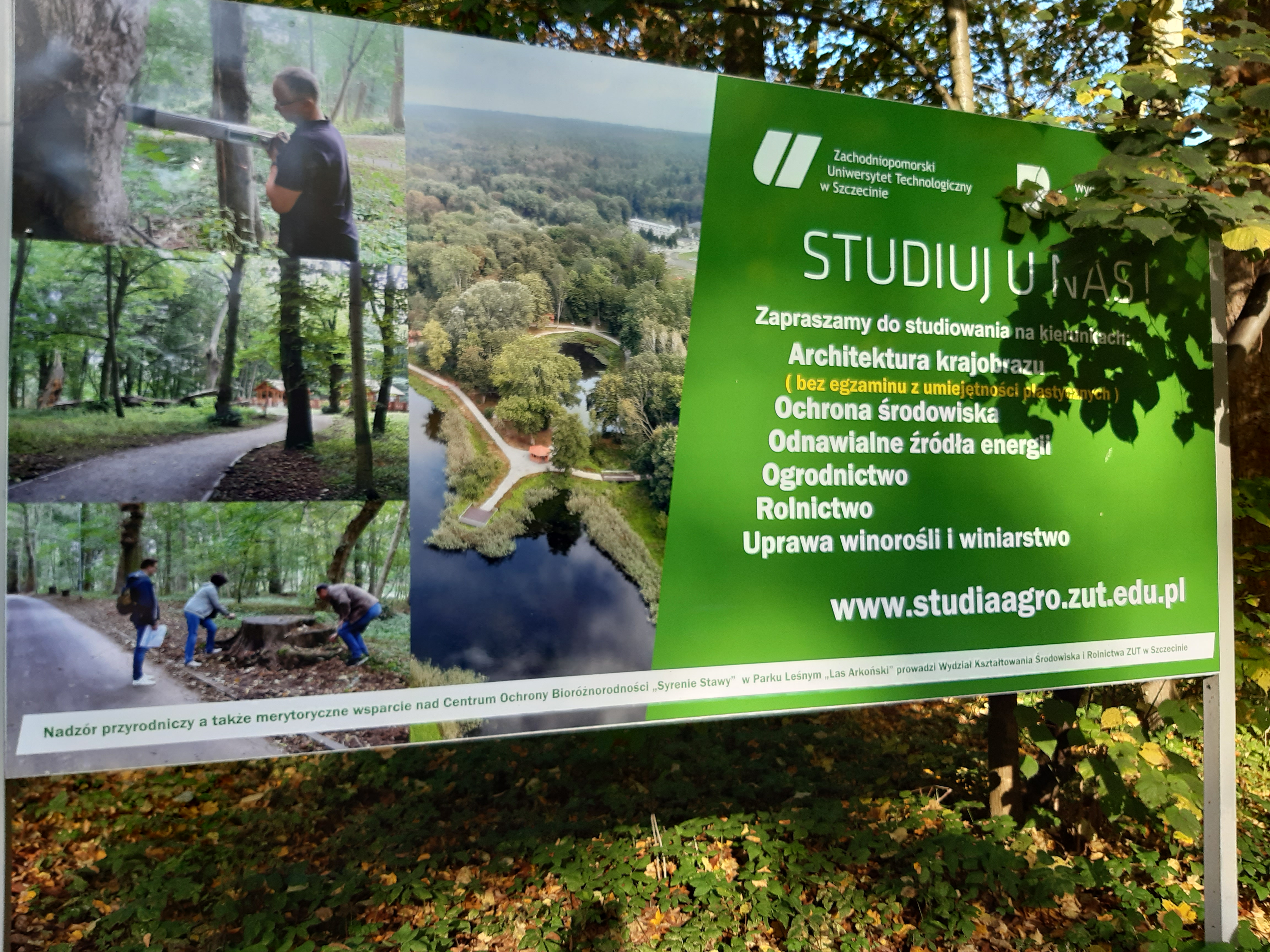
Tablica informacyjna dla kandydatów na studia w ZUT (październik 2022)